# Orla vas
Orla vas (Duits: Rabendorf) is een plaats in Slovenië en maakt deel uit van de gemeente Braslovče in de NUTS-3-regio Savinjska. De plaats telde 207 inwoners op 1 januari 2020.